# Weltmeisterschaften im Modernen Fünfkampf 1965
1965 fanden die Weltmeisterschaften im Modernen Fünfkampf in Leipzig in der DDR statt.

## Herren

### Einzel
| Platz | Land        | Sportler      |
| ----- | ----------- | ------------- |
| 1     | Ungarn      | András Balczó |
| 2     | Sowjetunion | Igor Nowikow  |
| 3     | Ungarn      | Ferenc Török  |

### Mannschaft
| Platz | Land        | Sportler                                   |
| ----- | ----------- | ------------------------------------------ |
| 1     | Ungarn      | András Balczó Ferenc Török István Móna     |
| 2     | Sowjetunion | Pawel Lednjow Igor Nowikow Albert Mokejew  |
| 3     | DDR         | Uwe Adler Manfred Grosse Wolfgang Lüderitz |

## Medaillenspiegel
| Platz | Land        | Goldmedaille | Silbermedaille | Bronzemedaille |
| 1     | Ungarn      | 2            | –              | 1              |
| 2     | Sowjetunion | –            | 2              | –              |
| 3     | DDR         | –            | –              | 1              |